# Kritika gothskega programa
Kritiko gothskega programa je Karl Marx napisal leta 1875 kot komentar na osnutek programa Socialistične delavske stranke Nemčije (VDAV), ki je imela svoj ustanovitveni kongres v Gothi med 22. in 27. majem leta 1875. Na tem kongresu sta se združili Socialnodemokratična delavska stranka (SDAP) pod vodstvom Wilhelma Liebknechta in Augusta Bebla ter Splošna nemška delavska zveza pod vodstvom Wilhelma Hasencleiverja, Carla Tölckeja in Hasselman (zvezo je ustanovil Ferdinand Lassalle). Marx je kritiko napisal kot pismo, ki naj bi ga prejeli Liebknecht, Bebel, Geib in Auer.

V Kritiki Marx osnutku gothskega programa očita potvarjanje znanstvenega socializma in površno določitev konkretnih zahtev, zaradi česar ga je označil za neustreznega:
“Sicer pa program ni nič vreden, tudi ne glede na to, da razglaša lassallovske verske resnice za svete.”

## Povzetek dela
Kritika gothskega programa je razdeljena na štiri dele: prvi del kritizira koncept “neokrnjenega donosa do dela” ter kritizira pomanjkanje proletarskega internacionalizma, drugi del kritizira pojmovanje tako imenovanega “železnega mezdnega zakona”, tretji in četrti del pa kritizirata lassallovsko pojmovanje države in njene vloge pri razrešitvi razrednega nasprotja (v gothskemu programu imenovanega kot “socialno vprašanje”).

### Prvo poglavje
Prvi del se začne s kritiko pojmovanja dela kot edinega vira bogastva. Marx temu oporeka in izpostavi, da je narava ravno tako vir materialnega bogastva. Doda še, da je pri vprašanju dela kot vira bogastva treba upoštevati še odnos do produkcijskih sredstev, saj ta določa tudi dostop do produktov dela, kar je podlaga za obstoj razredne družbe. Večji del prvega dela je namenjen kritiki Lassalovega koncepta “neokrnjenega dostopa do dela”, ki zahteva, da naj delavec razpolaga s celotnim “donosom do dela”. Marx nasproti temu postavi, da delavec ne dobi nazaj neposredno (za individualno konsumpcijo) vse, kar je proizvedel, ampak so nasprotno potrebni odtegljaji tako za vzdrževanje in širitev družbene produkcije kot za vzdrževanje družbe (kamor spada tudi vzdrževanje dela nezmožnih članov družbe). Iz Kritike gothskega programa:
“ Če razumemo izraz »donos dela« v smislu produkta dela, tedaj je kolektivni donos dela celotni produkt družbe.
Od tega pa je treba odtegniti:
Prvič: to, kar je potrebno, da se nadomestijo porabljena produkcijska sredstva.
Drugič: dodatni del za razširitev produkcije.
Tretjič: rezervni ali zavarovalni sklad proti nesrečam, motnjam zaradi naravnih pojavov itd.
Ti odtegljaji od »neokrnjenega donosa dela« so ekonomska nujnost in njih velikost je treba določiti po obstoječih sredstvih in silah, deloma z verjetnostnim računom, nikakor pa jih ni mogoče izkalkulirati iz pravičnosti.
Ostane drugi del celotnega produkta, ki je določen za potrošna sredstva.
Preden pridemo do individualne delitve, je treba odtegniti še:
Prvič: splošne upravne stroške, ki ne spadajo k produkciji.
Ta del se takoj od začetka kar najznatneje zmanjša v primeri z današnjo družbo, in se zmanjšuje v isti meri, kakor se razvija nova družba.
Drugič: to, kar je namenjeno za zadovoljitev splošnih potreb, kakor za šole, zdravstvene ustanove itd.
Ta del že od začetka precej zraste v primeri z današnjo družbo, in se veča v isti meri, kakor se razvija nova družba.
Tretjič: sklad za dela nezmožne itd., skratka za vse, kar spada danes k tako imenovanemu uradnemu skrbstvu za revne.
Zdaj šele pridemo do tiste »razdelitve«, ki jo ima program - pod lassallovskim vplivom - na omejen način edino pred očmi, tj. k tistemu delu potrošnih sredstev, ki se razdeli med individualne producente kolektiva.“
Preostanek prvega dela Marx kritizira Lassalla, da je ta napadal le buržoazijo, ne pa tudi zemljiških posestnikov (ki ni nujno, da sta isti osebi; vprašanje rente Marx obdela v tretjem zvezku Kapitala). Poda tudi komentar, da je delavsko organiziranje v okvirih nacionalne države vprašanje oblike, ne vsebine in obsega. Razredni boj sprva zavzema nacionalno obliko, ker se mora proletariat sprva organizirati kot razred na nacionalnem nivoju in najprej na tem nivoju premagati vladajoči razred; že zato, ker kapitalizem kot družbeni red ni pogojen z nacionalnimi mejami, pa mora razredni boj postati internacionalni, kar je tudi temelj proletarskega internacionalizma. Na tem mestu Marx tudi kritizira poenostavljen pristop, da vsi ostali razredi tvorijo nasproti proletariatu reakcionarno maso; za primer navede drobno buržoazijo, ki v razrednem boju zavzema nedosledno držo.

### Drugo poglavje
V drugem delu Marx kritizira Lassallov “železni zakon mezde”, za katerega trdi, da temelji na Malthussovi teoriji o prebivalstvu, kar po Marxu vodi v dve zmoti. Prva zmota zadeva razliko med delom in delovno silo; mezda izhaja iz druge, ta razlika pa je v Marxovi teoriji presežne vrednosti ključna. Druga zmota železnega zakona mezde je v tem, da utrjuje prepričanje, da je revščina v razredni družbi posledica naravnega pomanjkanja, kar tudi podpira buržoazno trditev, da lahko socializem to “naravno revščino” le posploši.

### Tretje in četrto poglavje
Tretji in četrti del kritizirata rešitve, ki jih predlaga gothski program. V tretjem delu kritizira idejo državno financiranih zadrug. Tej rešitvi Marx očita, da se izogne vprašanju prevrata produkcijskih odnosov, kritizira pa tudi predpisani vlogi države, ki jo podrobneje kritizira v četrtem delu. Na tem mestu kritizira gothski program, da ta države ne obravnava kot produkta družbenih okoliščin, iz katerih izhaja, ampak jo pojmuje kot nadzgodovinsko tvorbo:
“kajti namesto da bi obravnavala obstoječo družbo (in to velja tudi za vsako prihodnjo) kot osnovo obstoječe države (ali prihodnje za prihodnjo družbo), pa obravnava državo kot samostojno bitje, ki ima svoje lastne »duhovne, moralne, svobodne osnove«.”
Na osnovi tega tudi postavlja kritiko, da so vsi cilji programa omejeni na buržoazno državo in ne presegajo obstoječih razrednih struktur (kot primer tega kritizira pomanjkljivo definiran šolski kurikulum).
Nadalje Marx izpostavi sicer skupno lastnost kapitalistične države, da izhajajo iz kapitalistične družbene ureditve, kljub temu pa pride do razlik glede na posebne nacionalne okoliščine (za primer izpostavi razliko med takratnimi državnimi ureditvami Švice, ZDA in Nemčije). Pri tem še izpostavi, da so nekatere konkretne zahteve, ki jih postavlja gothski program, v nekaterih buržoaznih državah že izpolnjene; kot takšna primera navede (splošno) volilno pravico ter splošno obvezno šolstvo in brezplačni pouk. Ostalim zahtevam očita, da so preveč splošne in nedoločene; kot takšna primera navede zahtevi za “normalni delovni dan” in “učinkovit zakon o odškodninski odgovornosti”.